# Villosilla de la Vega
Villosilla de la Vega es una localidad y también una pedanía del municipio de Villota del Páramo, en la provincia de Palencia comunidad autónoma de Castilla y León, España. 

## Geografía
Esta pueblo está enclavado en la comarca natural Vega-Valdavia, con centro en Saldaña.

## Historia
A la caída del Antiguo Régimen la localidad se constituye en municipio constitucional, conocido entonces como Villosilla y que en el censo de 1842 contaba con 16 hogares y 83 vecinos. A mediados del siglo XIX el municipio crece por la incorporación de Villota del Páramo, Acera de la Vega y San Andrés de la Regla, alcanzando en 1857 los 176 vecinos y 778 habitantes. Las incorporaciones de Villota y San Andrés fueron amistosas y de mutuo acuerdo. La de Acera de la Vega, sin embargo, fue tras la batalla de silleros. En ella los habitantes de Villosilla derrotaron a un enemigo mayor en número pero inferior en coraje y lealtad. Tras la batalla se firmó el tratado de Valdelar, en el cual se reconocía a Acera como parte del ayuntamiento de Villosilla, y se repartieron los restos de un convento de forma que Villosilla se quedó con las tierras que pertenecían al susodicho convento y Acera se apropió las ruinas y el santo. Para recordar este episodio la festividad de Villosilla se mantuvo en el día de Nuestra señora de la Asunción, mientras que Acera se conformó con la pequeña festividad de San Justo. Además, el gentilicio de Villosilla pasó a ser sillero/a para recordar la victoria, y el de acera pasó a ser raposo/a, como humillación por su comportamiento rastrero y ruin.

## Geografía humana

### Demografía
| Gráfica de evolución demográfica de Villosilla de la Vega entre 1842 y 1877 |
| |
| Población de derecho según los censos de población del INE Población de hecho según los censos de población del INEEn estos censos se denominaba Villosilla: 1842 y 1857 Entre el censo de 1857 y el anterior, crece el término del municipio porque incorpora a 34245 (Villota del Páramo), 345001 (Acera de la Vega) y 345102 (San Andrés de la Regla) Entre el censo de 1887 y el anterior, este municipio desaparece porque cambia de nombre y aparece como el municipio 34245 (Villota del Páramo) |

Evolución de la población en el siglo XXI
| Gráfica de evolución demográfica de Villosilla de la Vega entre 2000 y 2020 |
|                                                                             |
| Población de derecho (2000-2020) según el padrón municipal del INE          |

### Economía
Agricultura, ganadería.

## Monumentos
Villosilla de la Vega cuenta con una arquitectura clásica castellana, con casas de adobe de gran antigüedad y gran valor histórico.
Además, su tele club (centro de ocio público) es el más alto de la Vega.